# Ковтун, Павел Кононович
Ковтун Павел Кононович (17 июля 1907, Кривой Рог, Херсонская губерния — 3 февраля 1980, неизвестно) — советский промышленный деятель. Лауреат Сталинской премии 3-й степени (1950).

## Биография
Родился 17 июля 1907 года в местечке Кривой Рог в семье шахтёра.
В 1922 году в составе комсомольского отряда принимал активное участие в борьбе с бандитизмом на Украине, был ранен.
В 1935 году окончил Уральский индустриальный институт и назначен главным инженером Березниковского азотно-тукового завода (Березники).
В 1957—1961 годах — главный инженер управления химической промышленности Западно-Уральского совнархоза. В 1963—1965 годах — начальник производственно-технического отдела химической и перерабатывающей промышленности Западно-Уральского совнархоза.
В 1966 году назначен директором Дорогобужского завода азотных удобрений, в 1972 году с должности директора вышел на пенсию.
Умер 3 февраля 1980 года. Похоронен на кладбище в посёлке Верхнеднепровский Дорогобужского района.

## Награды
- Сталинская премия 3-й степени (1950) — за разработку и внедрение в промышленность мощного агрегата для производства химического продукта[1];
- Орден Октябрьской Революции[1];
- Орден Трудового Красного Знамени (28.05.1966)[1];
- Медаль «За трудовую доблесть»[1];
- Медаль «За трудовое отличие»[1].